# Vogelschutzgebiet

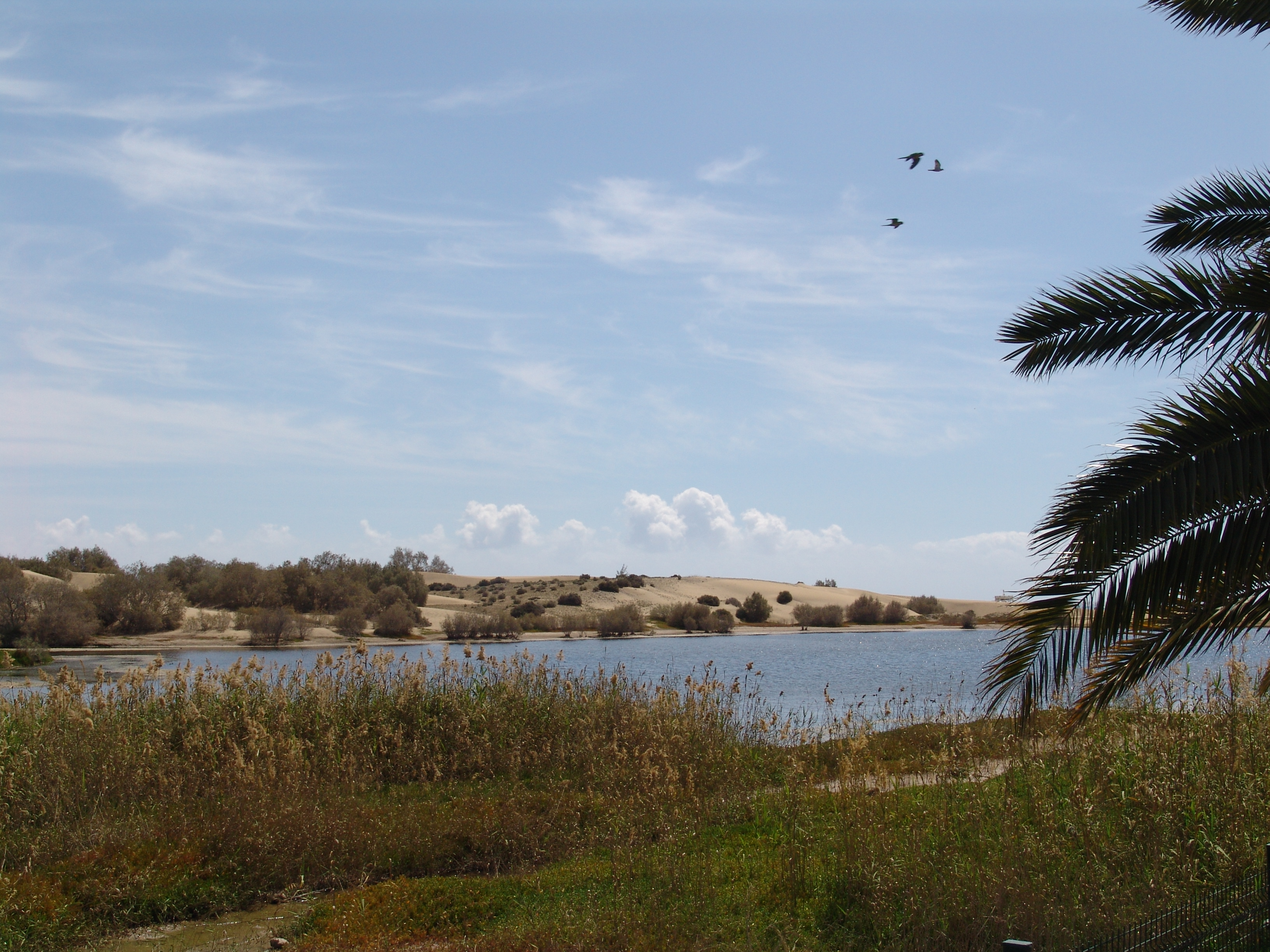
Vogelschutzgebiet La Charca, Maspalomas

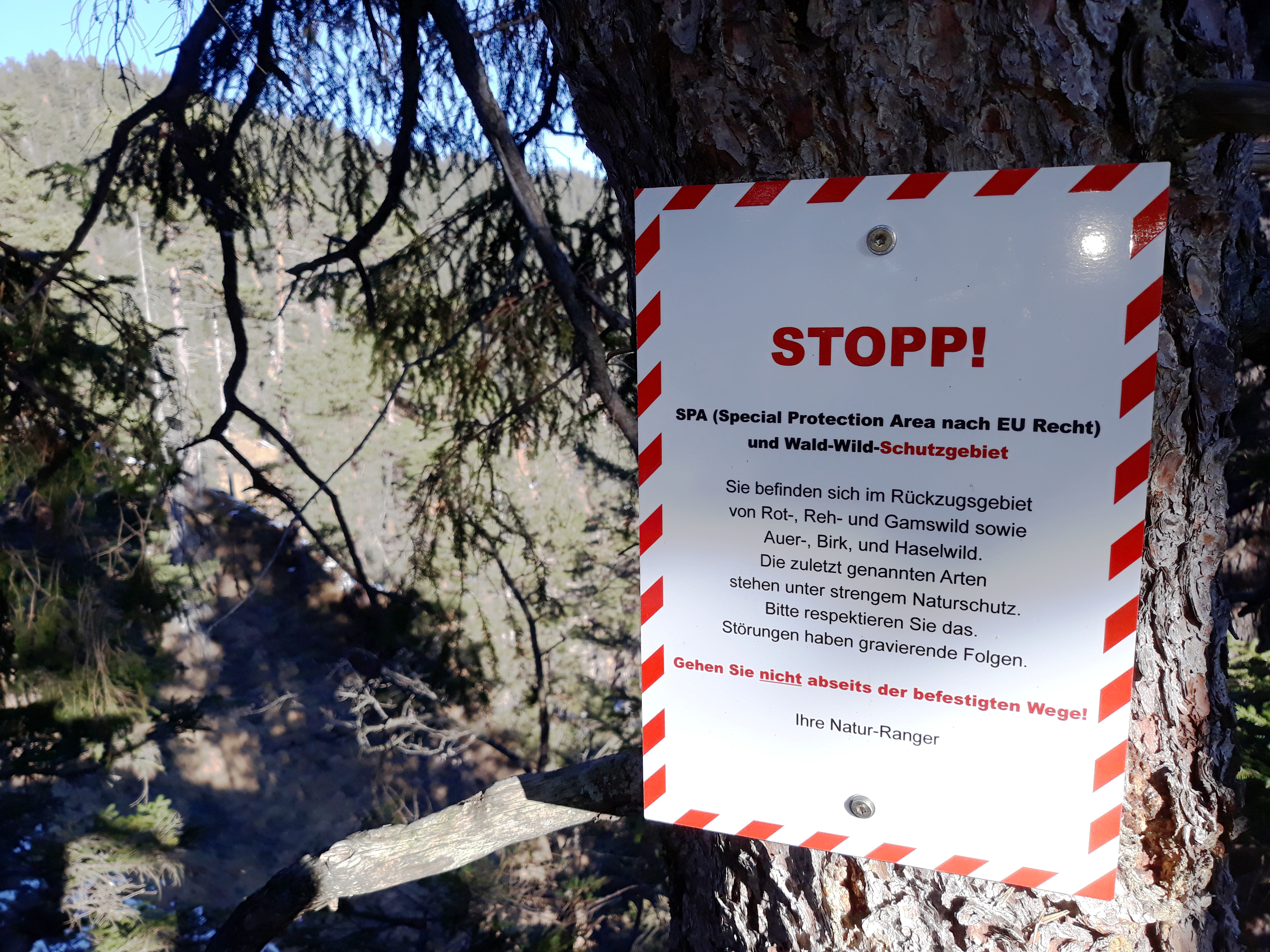
Hinweisschild im Europäischen Vogelschutzgebiet Estergebirge, Landkreis Garmisch-Partenkirchen

Vogelschutzgebiete sind Schutzgebiete in Natur- und Landschaftsschutz, die dem Schutz von wildlebenden Vögeln dienen.
Der Begriff ist eine gebräuchliche, auch amtlich verwendete Kurzbezeichnung für Europäisches Vogelschutzgebiet (ESV; auch Besonderes Schutzgebiet, BSG, oder englisch Special Protection Area, SPA). Diese entsprechend der Vogelschutzrichtlinie der Europäischen Union festgesetzten Gebiete bilden zusammen mit den nach der Fauna-Flora-Habitat-Richtlinie ausgewiesenen Gebieten das EU-Schutzgebietssystem Natura 2000.
Vogelschutzgebiet ist außerdem ein unverbindlicher Sammelbegriff für alle Arten von Schutzgebieten, deren Zweck hauptsächlich im Schutz von Vögeln insbesondere durch Erhaltung ihrer Nahrungs-, Vermehrungs-, Mauser-, Rast- und Überwinterungsstätten besteht. Neben öffentlich-rechtlich ausgewiesenen Schutzgebietskategorien wie Naturschutzgebiete können das auch durch Privatinitiative entsprechend gewidmete Gebiete sein, z. B. im Flächeneigentum von Naturschutzvereinen. Auch die sogenannten Ramsar-Schutzgebiete sind als Vogelschutzgebiete wirksam.
Auf die besondere Bedeutung eines Vogelschutzgebiets oder auf die wünschenswerte Ausweisung eines Vogelschutzgebiets können durch Naturschutzorganisationen verliehene Gebietsprädikate hinweisen, z. B. die Kategorien Europareservat oder Important Bird Area. Eine besondere Schutzwirkung ist damit nicht verbunden.